# アウト・オブ・アワ・ヘッズ
『アウト・オブ・アワ・ヘッズ』(Out Of Our Heads)は、1965年にリリースされたローリング・ストーンズのオリジナル・アルバム。イギリスでは3枚目のアルバムとしてデッカ・レコードから、アメリカでは4枚目のアルバムとしてロンドン・レコードからリリースされた。

## 解説
本作もまた、大西洋をまたいだツアー中の合間を縫って行われている。レコーディングはほとんどがカリフォルニア州ロサンゼルスのRCAスタジオにて行われた（一部はイリノイ州シカゴのチェス・スタジオで）。この間にシングル発売された「サティスファクション」は全米チャートでグループ初の1位を獲得し、ストーンズの人気を不動の物にした。
本作はグループのオリジナルアルバムで、英、米共通のタイトルがつけられた初めてのアルバムだが内容は大きく異なる。英、米両盤共通の収録曲は6曲のみである。アメリカでは前作『ザ・ローリング・ストーンズ・ナウ!』からわずか5カ月後という短期間で発売された。「サティスファクション」の大ヒットの影響もあり、本作はビルボードでグループ初の1位に輝き（3週連続）、プラチナレコードも獲得した。アメリカ盤のジャケットには『ザ・ローリング・ストーンズ No.2』や『12×5』と同様、デヴィッド・ベイリーによるフォト・セッションで撮影された写真であった。本作には「ラスト・タイム」「サティスファクション」といったヒット・シングル曲やイギリスで発売されたEP『ガット・ライヴ・イフ・ユー・ウォント・イット!』からの「アイム・オールライト」が含まれている（アルバムにも収められているがテイク違い）。本作で初めて自作曲がカバー曲より多く収録された。
イギリスでは二カ月遅れの1965年9月に発売された。アルバム・ジャケットにはアメリカ盤とは異なる写真が使われ、同じ写真はアメリカでは『ディッセンバーズ・チルドレン』に使用された。イギリス盤では当時のレコード業界の慣例に倣いシングル曲は一つも収録されず、アメリカ盤にはない1965年7月、そして9月に行われたレコーディングでの新曲が追加された。本作は全英チャートでビートルズの『ヘルプ!』に次ぐ2位に達した。イギリス盤に収録されたオリジナル曲は4曲に留まっている。本作はリズム・アンド・ブルースのカヴァーが特色であった最後のアルバムとなった。
2002年、「ローリング・ストーン」誌のグレーティスト・アルバム500で114位に選出された。
2002年8月にイギリス、アメリカ両盤がアブコ・レコードよりリマスターされた上で、SACDとのハイブリッドCDとしてデジパック仕様で再発された。

## 収録曲

### イギリス盤

#### SIDE A
1. シー・セッド“イエー”- She Said Yeah (Sonny Christy/Roddy Jackson) 1:34
2. マーシー・マーシー - Mercy, Mercy (Don Covay/Ronnie Miller) 2:45
3. ヒッチ・ハイク - Hitch Hike (Marvin Gaye/William Stevenson/Clarence Paul) 2:25
4. ザッツ・ハウ・ストロング・マイ・ラヴ・イズ - That's How Strong My Love Is (Roosevelt Jamison) 2:25
5. グッド・タイムス - Good Times (Sam Cooke) 1:58
6. ガッタ・ゲット・アウェイ - Gotta Get Away (Mick Jagger/ Keith Richard) 2:06

#### SIDE B
1. トーキン・バウト・ユー - Talkin' 'Bout You (Chuck Berry) 2:31
2. クライ・トゥ・ミー - Cry To Me (Bert Russell) 3:09
3. オー・ベイビー - Oh Baby (We Got A Good Thing Goin') (Barbara Lynn Ozen) 2:08
4. ハート・オブ・ストーン - Heart Of Stone (Mick Jagger/Keith Richard) 2:50
5. ウエスト・コーストの宣伝屋 - The Under Assistant West Coast Promotion Man (Nanker Phelge) 3:07
6. アイム・フリー - I'm Free (Mick Jagger/Keith Richard) 2:24

### アメリカ盤

#### SIDE A
1. マーシー・マーシー - Mercy, Mercy 2:45
2. ヒッチ・ハイク - Hitch Hike 2:25
3. ラスト・タイム - The Last Time (Mick Jagger/Keith Richard) 3:41
4. ザッツ・ハウ・ストロング・マイ・ラヴ・イズ - That's How Strong My Love Is 2:25
5. グッド・タイムス - Good Times 1:58
6. アイム・オールライト - I'm All Right (Nanker Phelge) 2:23

#### SIDE B
1. サティスファクション -  (I Can't Get No) Satisfaction (Mick Jagger/Keith Richard) 3:43
2. クライ・トゥ・ミー - Cry To Me 3:09
3. ウエスト・コーストの宣伝屋 - The Under Assistant West Coast Promotion Man 3:07
4. プレイ・ウィズ・ファイア - Play With Fire (Nanker Phelge) 2:14
5. クモとハエ - The Spider And The Fly (Mick Jagger/Keith Richard) 3:38
6. ワン・モア・トライ - One More Try (Mick Jagger/Keith Richard) 1:58

## 参加ミュージシャン
※レコード/CD記載のクレジットに準拠
ローリング・ストーンズ
- ミック・ジャガー - リード＆バッキングボーカル、ハーモニカ
- キース・リチャーズ - ギター、バッキングボーカル、
- ブライアン・ジョーンズ - ギター、ハーモニカ、オルガン
- ビル・ワイマン - ベース
- チャーリー・ワッツ - ドラムス、パーカッション

ゲストミュージシャン
- イアン・スチュワート - ピアノ
- フィル・スペクター - ベース
- ジャック・ニッチェ - ハープシコード、パーカッション